# Dockyard
Dockyard – stacja kolejowa na przedmieściach Plymouth, w hrabstwie Devon, na liniach kolejowych Tamar Valley Line i Exeter - Plymouth.

## Ruch pasażerski
Stacja obsługuje ok. 7154 pasażerów rocznie (dane za rok 2021/2022). Posiada bezpośrednie połączenia z Plymouth i Gunnislake. Pociągi zatrzymują się na stacji średnio co pół godziny na obu liniach łącznie.

## Obsługa pasażerów
Automaty biletowe, przystanek autobusowy.